# 기무라 히사시
기무라 히사시(일본어: 木村 栄, 구자체: 木村 榮, 1870년 10월 4일 ~ 1943년 9월 26일)는 일본의 천문학자, 이학박사이다. 이시카와현 이시카와군 노무라(현: 이시카와현 가나자와시) 출신이다.
데라오 히사시에게서 위치천문학을, 다나카다테 아이키쓰에게서 지구물리학을 배웠다. 장녀 이토코는 물리학자인 가야 세이지와 결혼했기 때문에 가야는 기무라의 사위에 해당되며 공학자인 가야 요이치와 화학자 가야 고지는 손자에 해당된다.

## 경력
- 1892년 : 도쿄 제국대학 이과대학 천문학과 졸업[1]
- 1899년 : 미즈사와 위도관측소(현: 국립천문대 미즈사와 VLBI 관측소) 소장으로 부임[1], 1941년까지 재직[4]
- 1911년 : 학사원 은사상을 수상[1]
- 1922년 : 미즈사와시에 만국 위도관측중앙국이 설치됨과 동시에 국장으로 취임[1], 1936년까지 재직
- 1925년 : 제국학사원 회원[4]
- 1936년 : 왕립천문학회 황금 메달을 수상[1]
- 1937년 : 제1회 문화훈장 수훈[1]
- 1943년 : 도쿄도 세타가야구 자택에서 사망(향년 72세)[4], 다마 공동묘지에 안장됨[4]

## 업적
1902년(메이지 35년)에 위도 변화의 Z항을 발견했다.

## 미즈사와에서의 평가

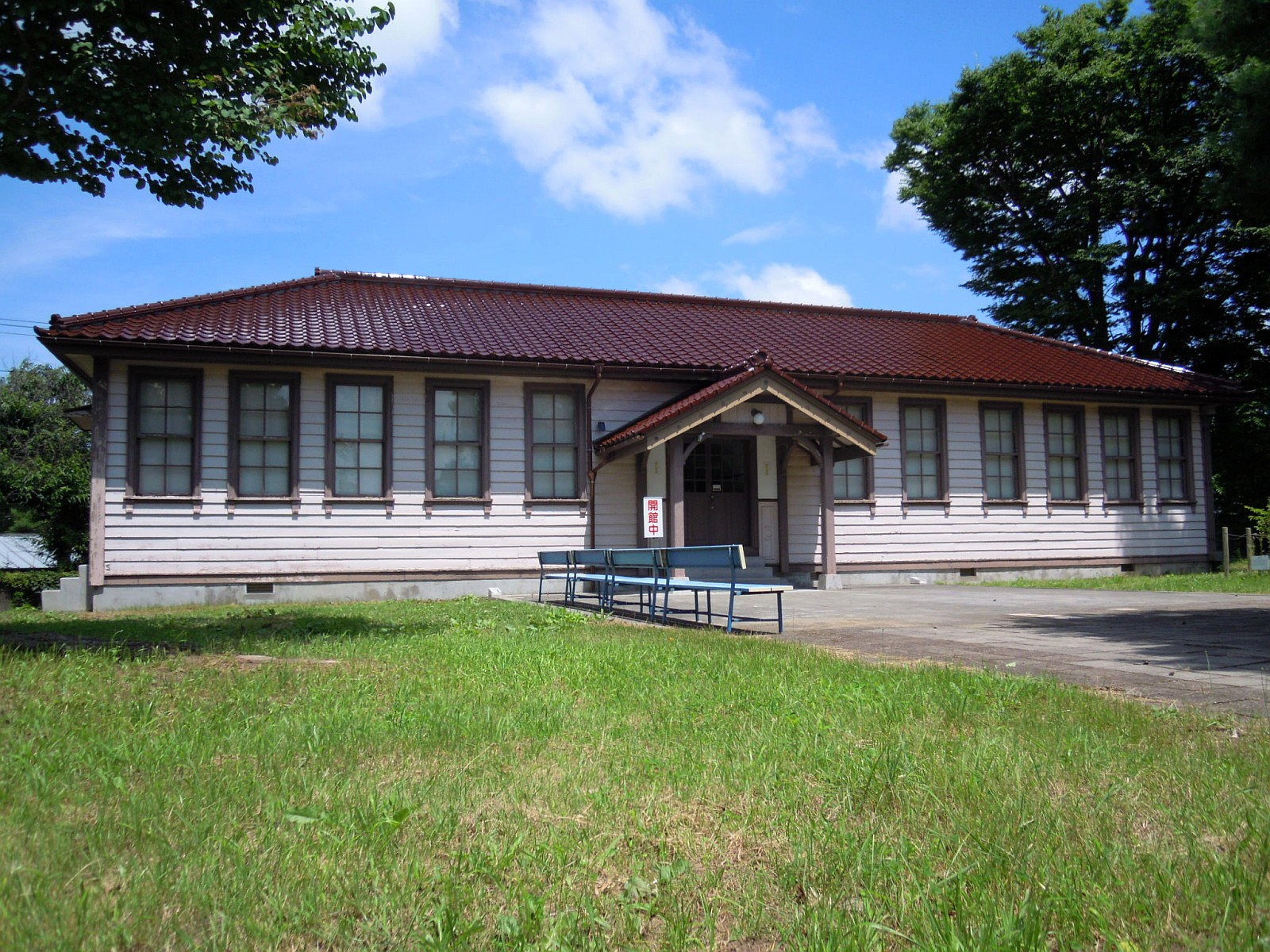
기무라 히사시 기념관

미즈사와 VLBI 관측소가 있는 이와테현 오슈시 미즈사와시에서는 기무라 업적을 기려 ‘Z’가 들어간 문자를 여러 방면으로 쓰이고 있다.
- 오슈시 문화회관(통칭: Z홀)
- 오슈 시립 미즈사와 초등학교, 오슈 시립 미즈사와 중학교, 이와테 현립 미즈사와 공업고등학교의 교표에 ‘Z’ 문자가 들어가 있다.
- 미즈사와 종합체육관(통칭: Z아레나)
- 근로청소년홈(통칭: 영Z)
- 미즈사와 관광물산센터(통칭: Z플라자 아테루이)
- 오슈시 커뮤니티 버스(통칭: Z버스)
- 일본 우주소년단·미즈사와 Z분단

## 일화
- 달의 뒷면에 있는 ‘Kimura’(1970년 명명)의 명명은 기무라 히사시의 공적을 기리기 위한 것이다.
- 미야자와 겐지의 동화 《카제노마타사부로(風野又三郎)》(《바람의 마타사부로》의 선구 작품 중 하나)에는 미즈사와 위도관측소에서 테니스를 즐기는 ‘기무라 박사’(木村博士)가 등장하는 장면이 있다. 겐지 자신이 미즈사와 위도관측소를 자주 방문했는데 그 때를 보고 들은 것에 기초한 것이라고 여겨진다.
- 나쓰메 소세키는 《학자와 명예》(1911년)라는 소론에서 기무라의 업적만을 과도하게 칭찬하고 그 외의 학자에게 하등 눈길을 주지 않는 제국학사원의 태도를 비판했다.
- 신속 정확한 암산과 주산을 익히고 있어서 모든 연구나 계산에 사용된 것은 주판이었다.
- 가나자와시가 설치한 ‘가나자와 고향 위인관’에서 위인으로 소개되고 있다.

## 저서
- 기무라 히사시 (1908년). 《緯度観測所に就て》 [위도관측소에 대하여].
- 기무라 히사시 (1908년). 《緯度変化に就て》 [위도 변화에 대하여]. 근대 디지털 라이브러리.